# Rover 600
Rover 600 — компактный представительский автомобиль, выпускавшийся с 1993 по 1999 год британской компанией Rover.

## Описание
Автомобили Rover 600 были запущены в производство 19 апреля 1993 года. При разработке экстерьера компания Rover опиралась на Honda Accord, который также выпускался в Великобритании компанией Honda в Суиндоне.
Отделка салона деревянная или хромированная. Интерьер был похож на Honda Ascot Innova за исключением нескольких косметических изменений. Ковровое покрытие также не было заметно вдоль нижней отделки приборной панели, хотя на Innova оно присутствовало.
Конкурентами являлись BMW 3 и Audi A4.

## Технические характеристики
Автомобили Rover 600 оснащались рядными четырёхцилиндровыми бензиновыми двигателями Honda объёмом 1,8, 2,0 и 2,3 литра, 2,0-литровым турбодвигателем Rover T или же 2,3-литровым турбодизельным двигателем Rover L. Коробка передач — пятиступенчатая механическая или четырёхступенчатая автоматическая.

## Модификации
- 618i
- 618iL
- 618iS
- 618 Si
- 620i
- 620 iS
- 620 iSD
- 620 iLD

- 620 Si
- 620 SLi
- 620 GSi
- 623 SLi
- 623 GSi
- 623 iS
- 620ti
- 620 SDi
- 620 SLDi
- 620 GSDi[6]

## Галерея
- Пара автомобилей Rover 618i
- Rover 620i
- Интерьер Rover 600
- Бензиновый двигатель Honda 2.0 в моторном отсеке Rover 620i
- 1994 Rover 600 с 15-дюймовыми легкосплавными дисками GSi
- Rover 620ti

## Производство
| Год   | Произведено |
| ----- | ----------- |
| 1993  | 30,594      |
| 1994  | 54,604      |
| 1995  | 61,533      |
| 1996  | 43,701      |
| 1997  | 40,291      |
| 1998  | 40,815      |
| 1999  | 974         |
| Всего | 272,512     |